# Epiplema schematica
Epiplema schematica är en fjärilsart som beskrevs av Turner 1911. Epiplema schematica ingår i släktet Epiplema och familjen Uraniidae. Inga underarter finns listade i Catalogue of Life.